# Stefano Tempesti
Stefano Tempesti (Prato, 9 de junho de 1979) é um jogador de polo aquático italiano, atua como goleiro, medalhista olímpico. 

## Carreira

### Jogos Olímpicos
Tempesti fez parte do elenco vice-campeão olímpico pela Itália em Londres 2012. Quatro anos depois integrou a equipe medalha de bronze nos Jogos do Rio de Janeiro.